# Hindu Kush
L'Hindukush o Hindu Kush (en persa: هندوکش, en hindi: हिन्दु कुश) és una serralada alpina situada a cavall entre l'Afganistan -principalment- i el Pakistan. És l'extensió més occidental de les serralades del Pamir, el Karakoram i l'Himàlaia. Gran part d'aquest sistema supera els 5.000 m d'altitud (alçada mitjana que ronda els 4.500), registrant-se les alçades màximes al NE, davallant vers el SO fins a l'altiplà de l'Iran. Les muntanyes de l'Hindu Kush disminueixen d'alçada en la direcció oest. Al centre de la serralada, més o menys a prop de Kabul, arriben als 4.500-6.000 m, mentre que a l'oest amb prou feines arriben als 4.000. Els pics superen els 7.000 msnm a la part est de l'Afganistan, essent el Tirich Mir, amb 7.708 m i situat al Pakistan, el més alt de la serralada.

## Història
A l'antiguitat clàssica fou conegut pels grecs durant l'expedició d'Alexandre el Gran, i anomenat per aquests Paropamisos (llatí Paropamisus). S'estenia fins a enllaçar amb l’Imaus (Himàlaia). Les principals subdivisions eren la moderna Koh-i-Baba (oest de Kabul) i Nishadha (al nord de Kabul fins a Jalalabad). Era el territori dels Parutes.
La regió de la serralada Hindu Kush va ser un centre històricament significatiu del budisme, amb llocs com els budes de Bamian. Després de la conquesta del califat sunnita, una part de l'Hindu Kush coneguda com a Kafiristan va romandre com un bastió de sectes politeistes fins al segle xix, quan va ser rebatejat com a Nuristan («terra de la llum») per l'imperi Durrani. La serralada i les comunitats que s'hi van instal·lar van acollir antics monestirs, importants xarxes comercials i viatgers entre l'Àsia central i el Sud d'Àsia. La serralada Hindu Kush també ha estat zona de pas durant les invasions del subcontinent indi, i continua sent important per a les guerres contemporànies a l'Afganistan.

## Geografia
Geològicament parlant, són unes muntanyes relativament «noves» que encara es troben en creixement, amb una longitud d'uns 1.000 km i una amplada de 240 km. Només prop de 600 km de la serralada són anomenats Hindu Kush pròpiament dit.
La serralada acaba unint-se a les muntanyes del Karakoram, i per l'elevada i estreta vall del Wahān, al nus del Pamir. El port de muntanya més important és el de Baroghil (3.800 m) que comunica l'Afganistan amb el Pakistan i el Tadjikistan.
El riu Kabul recull l'aigua del seu vessant meridional, tot i que en estar en una regió desèrtica, l'Hindu Kush no té vegetació tret del vessant septentrional, on es troben boscs de coníferes. Altres rius que s'originen en aquestes muntanyes són el Helmand i el Hari Rud.

## Geologia
Geològicament, la serralada està arrelada en la formació del subcontinent d'una regió de Gondwana que es va allunyar de l'Àfrica oriental fa uns 160 milions d'anys, al voltant del període Juràssic mitjà. El subcontinent indi, Austràlia i les illes de l'oceà Índic es van separar més, derivant cap al nord-est, amb el subcontinent indi xocant amb la placa eurasiàtica fa gairebé 55 milions d'anys, cap al final del Paleocè. Aquesta col·lisió va crear l'Himàlaia, inclòs l'Hindu Kush.
L'Hindu Kush forma part de la «jove serralada eurasiàtica formada per roques metamòrfiques com l'esquist, el gneis i el marbre, així com per intrusius com el granit, la diorita de diferent edat i grandària». Les regions del nord de l'Hindu Kush són testimonis de l'hivern de l'Himàlaia i tenen glaceres, mentre que el seu extrem sud-est és testimoni dels monsons d'estiu del subcontinent indi.
La serralada de l'Hindu Kush continua geològicament activa; és propensa als terratrèmols. El sistema Hindu Kush s'estén uns 966 km lateralment, i la seva longitud mitjana nord-sud és d'uns 240 km. Les muntanyes estan descrites orogràficament en diverses parts. Els pics de l'Hindu Kush occidental s'eleven a més de 5.100 m i s'estenen entre Darra-ye Sekari i el pas de Shibar a l'oest i el pas de Khawak a l'est. Els cims centrals de l'Hindu Kush s'eleven a més de 6.800 m, i aquest tram té nombrosos contraforts entre el pas de Khawak a l'est i el pas de Durāh a l'oest. Els anys 2005 i 2015 es van produir alguns terratrèmols importants.
L'Hindu Kush oriental, també conegut com l'«High Hindu Kush», es troba principalment al nord del Pakistan i a les províncies de Nuristan i Badakhxan de l'Afganistan amb pics de més de 7.000 m. Aquest tram s'estén des del pas de Durāh fins al pas de Baroghil, a la frontera entre el nord-est de l'Afganistan i el nord del Pakistan. El districte de Chitral del Pakistan és on es troben el Tirich Mir, el Noshaq i l'Istor-o-Nal, els cims més alts de l'Hindu Kush. Les carenes entre Khawak Pass i Badakshan són més de 5.800 m i s'anomenen serra de Kaja Mohammed.

## Coberta del sòl i ús del sòl

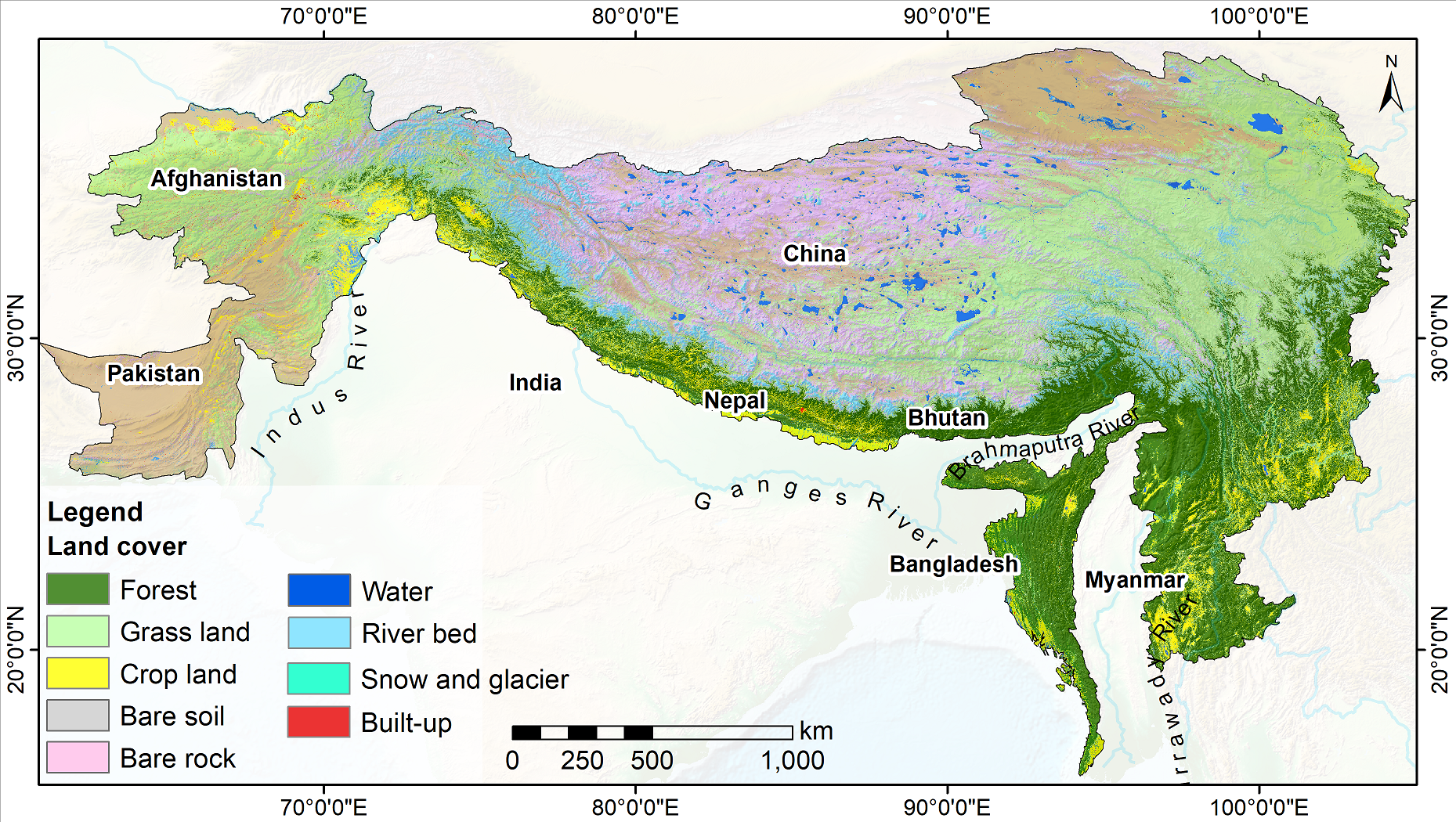
Es va desenvolupar un mapa de cobertura del sòl de la regió de HKH utilitzant dades Landsat de 30 metres.

La primera base de dades anual de coberta terrestre de resolució de 30 metres d'ICIMOD d'HKH generada mitjançant imatges de Landsat de domini públic va demostrar que les praderies eren la coberta terrestre més dominant, seguida de les terres ermes, que inclouen àrees nues. Els anys 2000, 2005, 2010 i 2015, les praderies cobrien el 37,2%, 37,6%, 38,7% i 38,23%, respectivament, de la superfície total de la regió de HKH. Durant els mateixos anys, la segona coberta terrestre dominant eren les zones àrides, incloent-hi sòl nu i roca nua. Els anys 2000, 2005, 2010 i 2015, el sòl nu i la roca nua cobrien el 32,1, 31,37, 30,35 i 30,69%. La terra de conreu l'any 2000 era d'un 5,1% i d'un 5,41% el 2015. Les zones de neu i glaceres cobrien al voltant del 4% de la secció de la part alta el 2018, mentre que les masses d'aigua i els llits/canals dels rius van representar el 2%. Les condicions meteorològiques també tenen un impacte en els patrons de cobertura del sòl a les regions. A l'HKH, la coberta forestal es distribueix majoritàriament a les zones sud i sud-est, on les precipitacions són més grans; els prats es distribueixen majoritàriament a les parts nord i nord-oest, mentre que les terres de conreu es troben majoritàriament a la part sud de la regió.

## Origen del terme

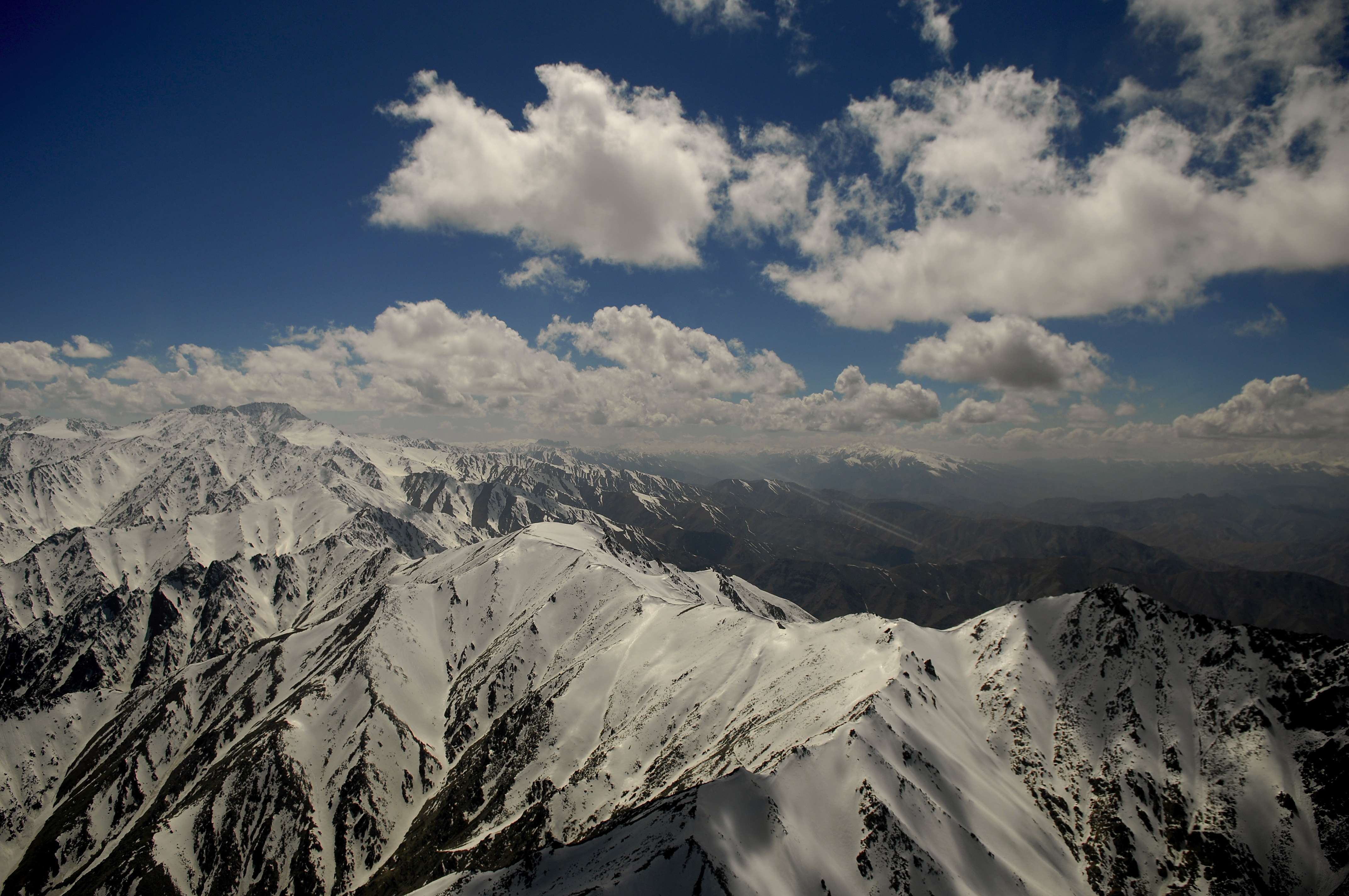
L'Hindu Kush a l'Afganistan

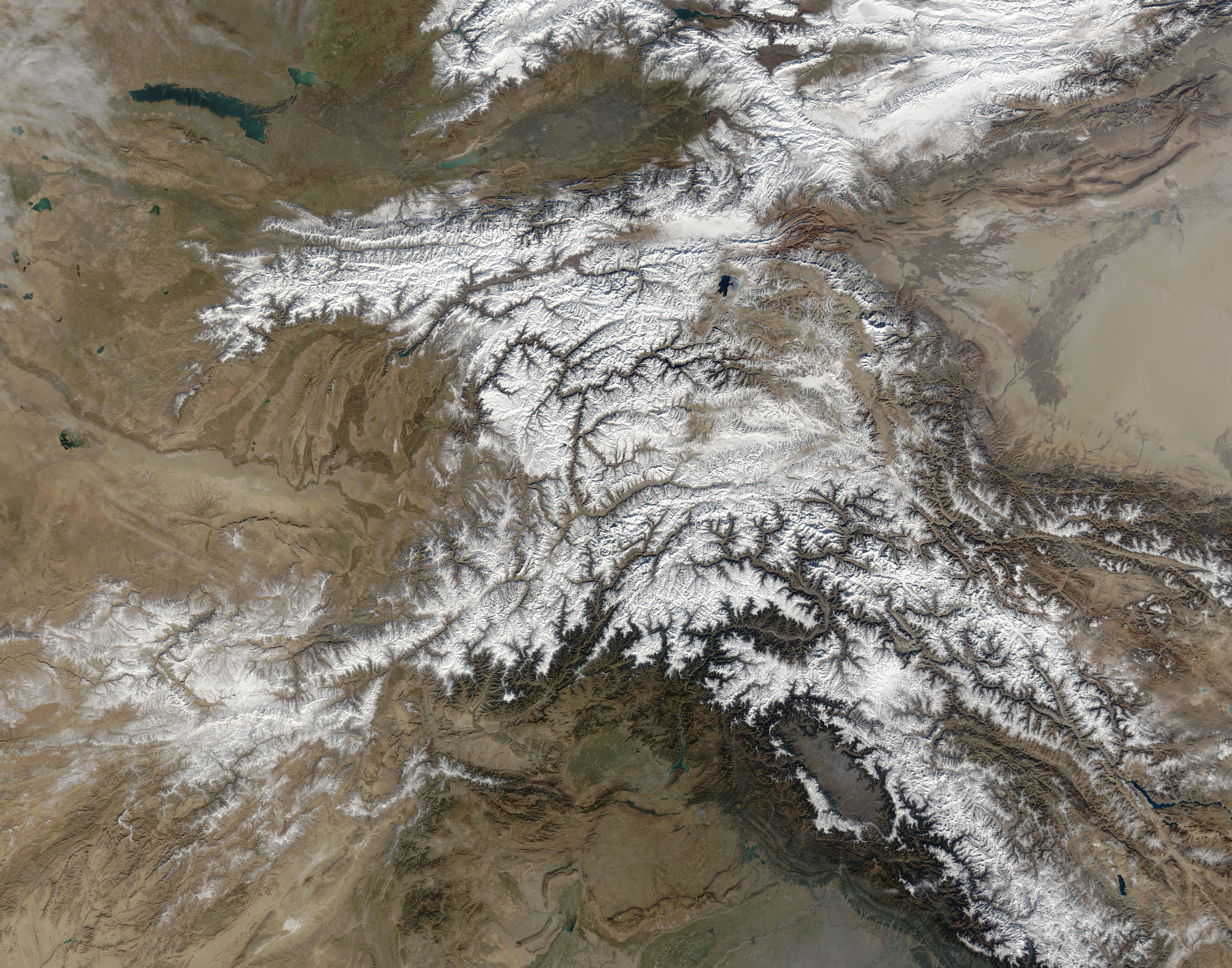
L'Hindu Kush ocupa el marge central-inferior esquerre d'aquesta imatge per satèl·lit.

El nom Hindu Kush s'aplica generalment a la serralada que separa les conques dels rius Kabul i Helmand de la del Amudarià (antigament conegut amb el nom d'Oxus), o més específicament a aquella part de la serralada a l'oest de Kabul que fou anomenada Caucas dels Indis pels historiadors des de l'expedició d'Alexandre el Gran.
L'origen del terme «Hindu Kush» (i si la seva traducció correcta ha de ser «Assassí d'hindús») és un aspecte controvertit. El primer ús documentat al·lusiu a aquesta etimologia fou el fet pel viatger amazic musulmà Ibn Battuta, l'any 1334.

## Importància estratègica i econòmica
Nombrosos ports de muntanya, anomenats «kotal», travessen la serra. El més important és el pas de Salang (3.878 m) que permet accedir a la zona nord de l'Afganistan des de Kabul. Des de l'any 1964, amb la construcció d'un túnel, el viatge es va reduir de 3 dies (pel pas de Shibar, de 3.260 m) a unes poques hores. A causa de l'ús militar donat durant la invasió per part de l'exèrcit dels Estats Units l'any 2002, aquestes vies es troben en molt mal estat. Abans del túnel de Salang (a 3.363 m), una altra proesa d'enginyeria era la carretera construïda a través del congost de Tang-e Gharu, prop de Kabul, que substituïa l'antic pas de Lataband i reduïa considerablement el temps de viatge cap a la frontera pakistanesa pel pas de Khyber.
Altres passos importants són els que condueixen al subcontinent indi, especialment el pas de Lataband (2.499 m), a l'est de Kabul, que redueix el viatge de Kabul a la frontera amb el Pakistan de dos dies a unes poques hores.
El pas de Wakhjir (4.923 m) permet anar pel corredor de Wakhan fins al Xinjiang, a la Xina, i a les zones nord del Pakistan.
En un altre ordre de coses és destacable l'existència d'antigues mines productores de lapislàtzuli, que es troben a la vall de Kowkcheh, mentre que maragdes precioses es troben al nord de Kabul, a la vall del riu Panjsher i els seus afluents. Els famosos 'robins bales' (avui esgotats) van ser extrets fins al segle xix a la vall del Ab-e Panj o del Amudarià superior, considerat el punt de trobada entre l'Hindu Kush i el Pamir.

### Hindu Kush Oriental
L'Hindu Kush Oriental, també conegut amb el nom de Baix Hindu Kush, es troba principalment localitzat al nord del Pakistan i a les províncies afganeses del Nuristan i Badakhshan. Al departament de Chitral, al Pakistan, considerada com el sostre de l'Hindu Kush, s'hi troben els pics Tirich Mir, el Noshaq l'Istoro Nal. Aquests són els tres pics més alts de tota la serralada. A més dels pics més alts, innumerables passos i grans glaceres es localitzen a aquesta regió. Les glaceres de Chiantar, Kurambar i Terich són de les més extenses de l'Hindu Kush, l'aigua que es fon d'elles és recollida pels rius Kunar, que transcorre cap al sud vers l'Afganistan i s'uneix al riu Bashgal, el Panjsher, i finalment el més petit riu Kabul.

## Principals cims
Alguns dels principals cims de l'Hindu Kush són:
| Nom               | Altura [m] | País                 |
| ----------------- | ---------- | -------------------- |
| Tirich Mir        | 7.708      | Pakistan             |
| Noshaq            | 7.492      | Afganistan, Pakistan |
| Istor-o-Nal       | 7.403      | Pakistan             |
| Saraghrar I       | 7.338      | Pakistan             |
| Udren Zom         | 7.140      | Pakistan             |
| Lunkho e Dosare   | 6.901      | Afganistan, Pakistan |
| Kuh-e Bandaka     | 6.843      | Afganistan           |
| Koh-e Keshni Khan | 6.743      | Afganistan           |
| Sakar Sar         | 6.272      | Afganistan, Pakistan |
| Kohe Mondi        | 6.234      | Afganistan           |
| Mīr Samīr         | 5.809      | Afganistan           |